# Лавальер, Шарль-Франсуа де Лабом-Леблан
Шарль-Франсуа де Лабом-Леблан (фр. Charles-François de La Baume Le Blanc; 23 января 1670 — 22 августа 1739), герцог де Лавальер, пэр Франции — французский генерал.

## Биография
Сын Жана-Франсуа де Лабом-Леблана, маркиза де Лавальера, и Габриели Гле де Котарде, племянник Луизы де Лавальер.
Первоначально титуловался маркизом де Лавальером. 20 октября 1676 был назначен на место отца губернатором и генеральным наместником Бурбонне, губернатором Мулена и королевским наместником в Бурбон-Аршамбо, и 27 февраля 1677 принес присягу.
В 1686 году поступил на службу в мушкетеры. 19 июля 1688 получил роту в кавалерийском полку Лери-Жирардена, с которым в 1690 году участвовал в битве при Стаффарде.
Кампмейстер кавалерийского полка Лавальера (12.01.1692), служил при осаде Намюра, был в битве при Стенкерке и при бомбардировке Шарлеруа. В 1693 году участвовал в осаде Юи, битве при Неервиндене и осаде Шарлеруа, в 1694-м в марше от Виньямона к Эспьерскому мосту, в 1695-м служил в Маасской армии маршала Буфлера, в 1697 году участвовал в осаде Ата. В 1698 году стал менином дофина; в том же году служил в Кудёнском лагере под Компьеном.
В 1698 году бездетная двоюродная сестра Шарля-Франсуа принцесса де Конти передала ему герцогство Лавальер и сеньории Вожур и Паньи.
В 1701 году служил в армии маршала Вильруа. Бригадир (29.01.1702), 8 мая направлен в Германскую армию маршала Катина. В 1703 году участвовал в осадах Келя, под командованием маршала Виллара, Брайзаха, под командованием герцога Бургундского, осаде Ландау и битве при Шпайере, под началом маршала Таллара.
В 1704 году в составе армии Таллара участвовал во Втором Гохштедтском сражении, командуя бригадой, вокруг которой собралось еще несколько частей, он отразил до семи атак противника, но был взят в плен после того, как под ним была убита лошадь, мундир пробит пулями в нескольких местах, а сам он получил несколько сабельных ударов по голове. 17 сентября Людовик XIV назначил герцога на пост генерал-комиссара кавалерии, вакантный по смерти графа ди Верруа, и, по словам герцога де Сен-Симона, «выбор сей вызвал возмущение в обществе». Лавальер оставил свой полк и 26 октября был произведен в кампмаршалы. Обменянный в 1706 году, в следующем году он командовал кавалерией в Рейнской армии маршала Виллара, а в 1708 году в составе Фландрской армии герцога Бургундского и сражался в битве при Ауденарде.
18 июня 1709 был произведен в генерал-лейтенанты армий короля и назначен во Фландрскую армию. Командовал кавалерией в битве при Мальплаке и в кампаниях 1710—1711 годов. В 1711 году был назначен менином к герцогу Бургундскому, ставшему дофином. В 1712 году сражался в битве при Денене, где снова командовал кавалерией, участвовал в осадах Дуэ, Бушена и Ле-Кенуа. В 1713 году был при осаде Ландау.
26 февраля 1714, по смерти маркиза де Монперру, был назначен генерал-кампмейстером легкой кавалерии. Отставлен от этой должности в феврале 1716. В феврале 1723 был возведен королем в достоинство герцога-пэра де Лавальера, 22-го был зарегистрирован Парламентом и в тот же день принес присягу. В 1732 году уступил герцогский титул сыну.

## Семья
Жена (16.06.1698): Мари-Тереза де Ноай (3.10.1684—1784), придворная дама дофины, дочь герцога Анна-Жюля де Ноая и Мари-Франсуазы де Бурнонвиль. Сен-Симон пишет об их бракосочетании, что «принцесса де Конти, приходившаяся Лавальеру кузиной и очень его любившая, щедро его одарила и устроила свадебное торжество в своем доме в Версале. Это было настоящее празднество, которое удостоил присутствием Монсеньор», а семейство Ноаев устроило этот брак, чтобы, породнившись с принцессой, с ее помощью стать ближе к дофину
Дети:
- Луи-Сезар (5.10.1708—16.11.1780), герцог де Лавальер. Жена (1732): Анн-Жюли-Франсуаза де Крюссоль д’Юзес (11.12.1713—2.01.1797), дама де Видвиль, дочь Жана-Шарля де Крюссоля, герцога д’Юзес, и Анн-Мари-Маргерит де Бюльон
- Луи-Франсуа (5.10.1709—30.04.1731), граф де Лавальер, мальтийский рыцарь (1.08.1711), кампмейстер пехотного полка Виваре (1729)